# Oruzgan
Oruzgan è una provincia dell'Afghanistan di 303 600 abitanti, che ha come capoluogo Tarin Kowt. Confina con le province di Daikondi a nord, di Ghazni a est, di Zabol a sud-est, di Kandahar a sud e di Helmand a ovest.

## Suddivisioni amministrative
La provincia è suddivisa in cinque distretti::

Distretti di Oruzgan.

- Chora
- Deh Rahwod
- Khas Uruzgan
- Shahidi Hassas
- Tarin Kowt